# Claudio Galeano
Claudio Fabián Galeano (San Martín, Buenos Aires, Argentina; 26 de marzo de 1989) es un futbolista argentino. Se desempeña como mediocampista y su equipo actual es Excursionistas de la Primera B (Argentina), tercera división del fútbol profesional de Argentina.

## Clubes
| Club             | País      | Año           |
| ---------------- | --------- | ------------- |
| J. J. Urquiza    | Argentina | 2007 - 2014   |
| San Telmo        | Argentina | 2014 - 2015   |
| Tristán Suárez   | Argentina | 2016 - 2017   |
| Unión San Felipe | Chile     | 2017          |
| Tristán Suárez   | Argentina | 2018-2020     |
| Fénix            | Argentina | 2020-2021     |
| Excursionistas   | Argentina | 2022-presente |

## Palmarés

### Campeonatos nacionales
| Título    | Club           | País      | Año  |
| Primera C | San Telmo      | Argentina | 2015 |
| Primera C | Excursionistas | Argentina | 2023 |
| --------- | -------------- | --------- | ---- |